# Carsten Winger
Carsten Winger, född 18 maj 1907 i Kristiania (nuvarande Oslo), död 19 augusti 1992, var en norsk skådespelare.
Winger debuterade 1932 på Søilen Teater och engagerades därefter vid Chat Noir. Åren 1934–1959 verkade han vid Det Nye Teater med tillfälligt engagemang vid Det norske teatret 1947–1949, 1958–1959 vid Folketeatret, 1959 vid Trøndelag Teater. Mellan 1960 och 1985 var han engagerad vid Oslo Nye Teater (tidigare Det Nye Teater). Han medverkade 1979 i föreställningen Charleys tante i Riksteatrets regi.
Vid sidan av teatern verkade han som filmskådespelare. Han debuterade 1937 i Tattarbruden. Han medverkade i sammanlagt 32 film- och TV-produktioner 1937–1981.

## Filmografi
- 1937 – Tattarbruden
- 1941 – Hansen og Hansen
- 1946 – Et spøkelse forelsker seg
- 1949 – Gatpojkar
- 1949 – Svendsen går videre
- 1951 – Skadeskutt
- 1954 – Kasserer Jensen
- 1955 – Arthurs forbrytelse
- 1959 – 5 loddrett
- 1960 – Den fjerde nattevakt
- 1960 – Millionær for en aften
- 1961 – Et øye på hver finger
- 1961 – Hans Nielsen Hauge
- 1962 – Bajaderen
- 1962 – Sønner av Norge kjøper bil
- 1962 – Stompa & Co
- 1963 – Stompa, selvfølgelig!
- 1964 – Alla tiders kupp
- 1964 – Pappa tar gull
- 1965 – Stompa forelsker seg
- 1966 – Før frostnettene
- 1966 – Reisen til havet
- 1968 – Prinsessa på villovägar
- 1969 – 22 november – den store leiegården
- 1969 – Taxi (TV-serie)
- 1970 – Kjemp for alt hva du har kjært
- 1971 – Jeg lar deg ikke glemme
- 1972 – Lukket avdeling
- 1973 – Barselstuen
- 1974 – Knutsen och Ludvigsen
- 1976 – Farlig yrke (TV-serie)
- 1981 – Olsenbanden ger sig aldrig!